# 桑托韦尼亚
桑托韦尼亚，是西班牙卡斯蒂利亚-莱昂萨莫拉省的一个市镇。 总面积33平方公里，总人口392人（2001年），人口密度12人/平方公里。